# Java (poule)
Pour les articles homonymes, voir Java américaine et Javanaise (race de poule).
La Java est une race de poule domestique originaire d'Angleterre. Elle serait une des plus anciennes races de poules anglaises.
C'est une "naine vraie", c'est-à-dire qu'elle n'a pas d'équivalent en grande race.

## Description
C'est une poule naine vive et gracieuse, au corps court et large, aux contours arrondis. Elle possède un plumage riche de plumes larges.
Tête ornée d'une longue crête frisée avec de grands oreillons blancs.

### Origine
Race originaire d'Angleterre contrairement à ce que son nom peut laisser penser.

### Standard officiel
- Masse idéale : Coq : 600 g ; Poule : 500 g
- Crête : frisée
- Oreillons : blancs
- Couleur des yeux : couleur selon variété
- Couleur des tarses : couleur selon variété
- Variétés de plumage : Blanc, bleu liseré, coucou, fauve, gris perle, noir, coucou gris perle, saumon argenté, saumon doré, saumon doré clair, sauvage doré, saumon blanc doré, saumon bleu doré, saumon coucou doré, noir à camail argenté et poitrine liserée, noir à camail doré et poitrine liserée, porcelaine doré, porcelaine citronné, porcelaine blanc doré, noir caillouté blanc, bleu caillouté blanc, blanc herminé noir, blanc herminé bleu, fauve herminé noir.
- Œufs à couver : 30g, coquille blanche.

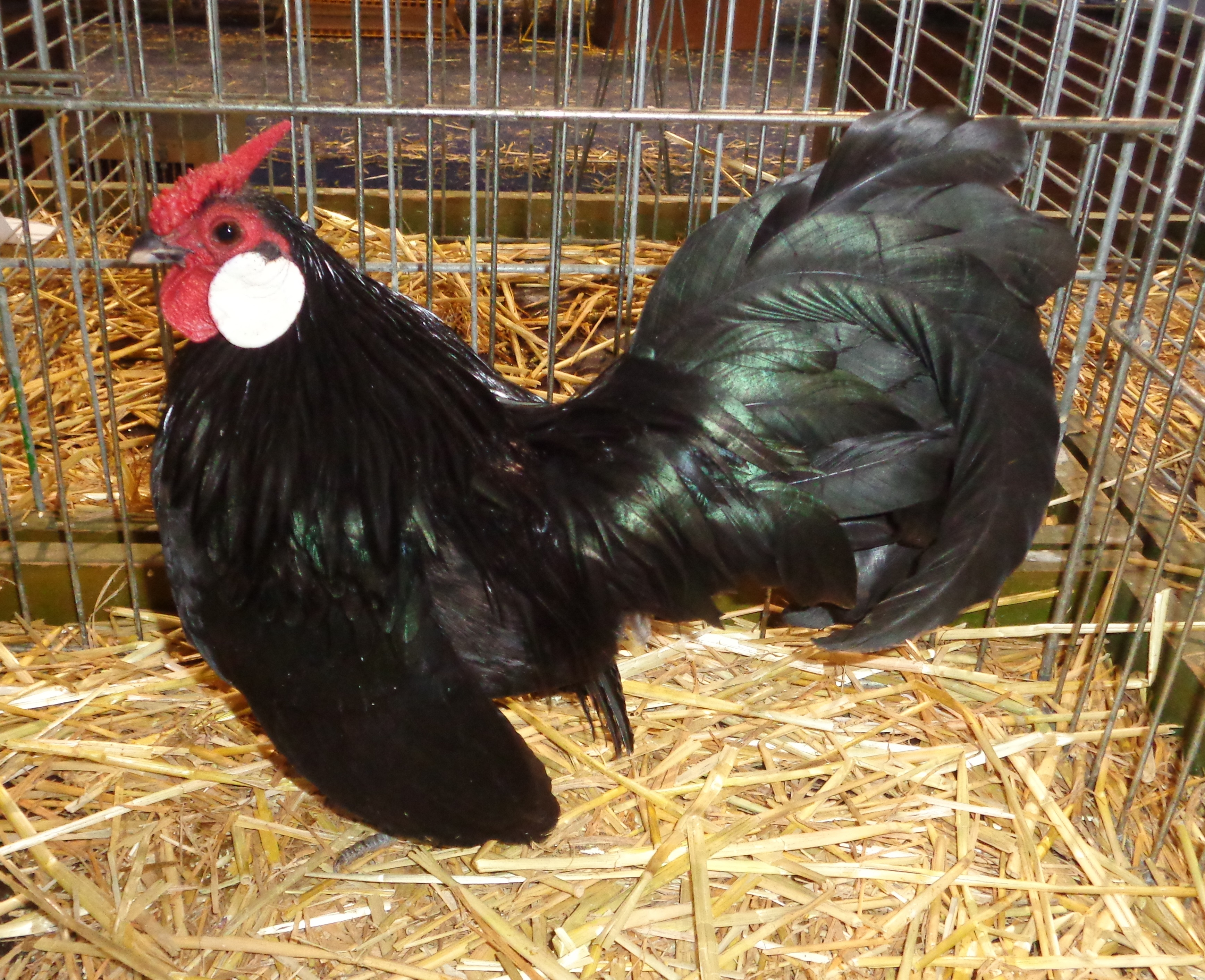
Diamètre des bagues : Coq : 12mm ; Poule : 10mm  -  Coq Java noir
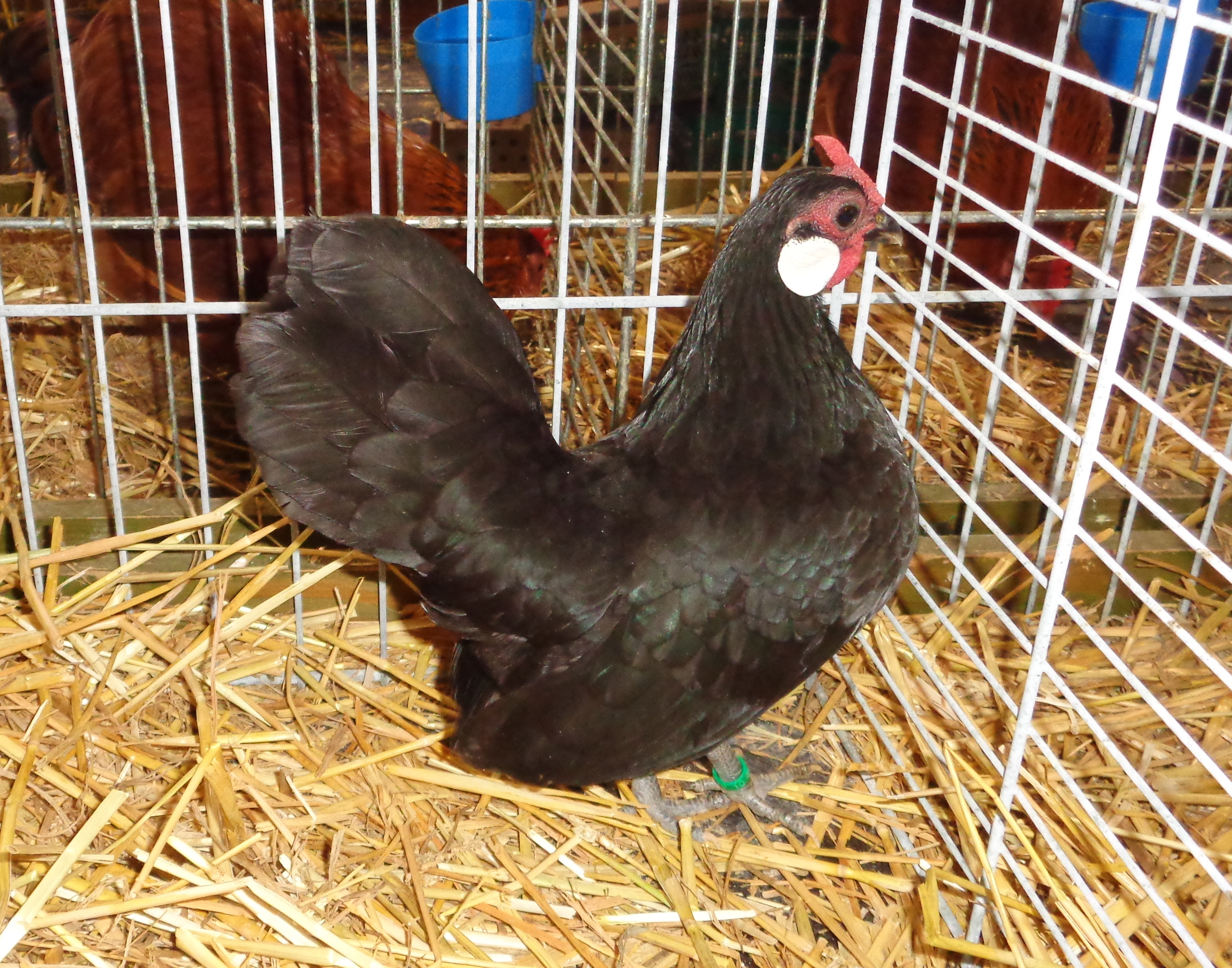
Poule Java noir
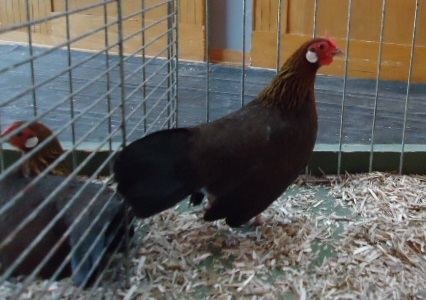
Poule Java saumon doré
  - Poule Java noir
  - Poule Java saumon doré

## Sources
- Le Standard officiel des volailles (poules, oies, dindons, canards et pintades), édité par la Société centrale d'aviculture de France.
- Le Standard officiel des poules de races naines, édité par le Bantam club français (BCF).